# Djurgården Hockey 1983/1984
Djurgården Hockey spelade i Elitserien i ishockey, kom tvåa i serien och förlorade finalen. Interna skytte- och poängligan vanns av Peter Nilsson

## Elitserien 1983/1984

### Grundserien
- 22/9	Brynäs IF (b)	4 - 3 (2 - 0, 0 - 1, 2 - 2)
- 25/9	MODO Hockey (h)	6 - 3 (1 - 1, 1 - 1, 4 - 1)
- 29/9	IF Björklöven (h)	4 - 4 (1 - 2, 0 - 1, 3 - 1)
- 2/10	Södertälje SK (b)	5 - 6 (2 - 4, 1 - 1, 2 - 1)
- 6/10	Skellefteå AIK (h)	4 - 2 (0 - 0, 1 - 0, 3 - 2)
- 9/10	Frölunda HC (b)	2 - 5 (0 - 2, 2 - 2, 0 - 1)
- 13/10	AIK (h)	4 - 4 (1 - 3, 2 - 0, 1 - 1)
- 16/10	Färjestads BK (b)	4 - 1 (1 - 0, 2 - 1, 1 - 0)
- 20/10	Leksands IF (h)	8 - 7 (6 - 1, 0 - 4, 2 - 2)
- 23/10	Leksands IF (b)	7 - 3 (2 - 3, 3 - 0, 2 - 0)
- 27/10	Färjestads BK (h)	8 - 4 (1 - 3, 5 - 1, 2 - 0)
- 30/10	AIK (b)	4 - 1 (2 - 1, 0 - 0, 2 - 0)
- 3/11	Frölunda HC (h)	0 - 3 (0 - 2, 0 - 1, 0 - 0)
- 10/11	Skellefteå AIK (b)	5 - 3 (2 - 3, 1 - 0, 2 - 0)
- 13/11	Södertälje SK (h)	8 - 4 (4 - 0, 4 - 2, 0 - 2)
- 17/11	IF Björklöven (b)	0 - 3 (0 - 1, 0 - 2, 0 - 0)
- 20/11	MODO Hockey (b)	5 - 5 (3 - 3, 2 - 1, 0 - 1)
- 23/11	Brynäs IF (h)	3 - 2 (0 - 1, 2 - 0, 1 - 1)
- 27/11	Södertälje SK (h)	8 - 3 (2 - 1, 2 - 0, 4 - 2)
- 1/12	IF Björklöven (b)	2 - 2 (1 - 0, 0 - 0, 1 - 2)
- 4/12	Brynäs IF (b)	3 - 4 (2 - 1, 0 - 0, 1 - 3)
- 8/12	Leksands IF (h)	4 - 3 (3 - 2, 0 - 1, 1 - 0)
- 8/1	Färjestads BK (h)	3 - 4 (2 - 0, 0 - 3, 1 - 1)
- 10/1	Frölunda HC (b)	3 - 6 (1 - 2, 0 - 1, 2 - 3)
- 12/1	AIK (b)	4 - 6 (0 - 0, 3 - 3, 1 - 3)
- 15/1	MODO Hockey (h)	4 - 1 (2 - 0, 1 - 0, 1 - 1)
- 19/1	Skellefteå AIK (b)	2 - 4 (1 - 1, 0 - 1, 1 - 2)
- 22/1	Skellefteå AIK (h)	8 - 2 (4 - 0, 2 - 0, 2 - 2)
- 26/1	MODO Hockey (b)	0 - 5 (0 - 0, 0 - 3, 0 - 2)
- 29/1	AIK (h)	1 - 3 (1 - 0, 0 - 2, 0 - 1)
- 23/2	Färjestads BK (b)	5 - 3 (2 - 0, 3 - 1, 0 - 2)
- 26/2	Frölunda HC (h)	2 - 2 (1 - 0, 1 - 1, 0 - 1)
- 1/3	Leksands IF (b)	6 - 4 (1 - 1, 4 - 2, 1 - 1)
- 4/3	Brynäs IF (h)	4 - 1 (2 - 0, 2 - 1, 0 - 0)
- 8/3	IF Björklöven (h)	1 - 3 (0 - 1, 1 - 0, 0 - 2)
- 11/3	Södertälje SK (b)	3 - 4 (1 - 1, 1 - 2, 1 - 1)

### Semifinal
- 15/3	IF Björklöven (b)	4 - 3 (1 - 1, 2 - 1, 1 - 1)
- 18/3	IF Björklöven (h)	0 - 3 (0 - 0, 0 - 1, 0 - 2)
- 21/3	IF Björklöven (h)	5 - 2 (0 - 1, 2 - 0, 3 - 1)

### Final
- 25/3	AIK (b)	2 - 5 (0 - 1, 1 - 0, 1 - 4)
- 27/3	AIK (h)	0 - 2 (0 - 1, 0 - 0, 0 - 1)
- 29/3	AIK (b)	1 - 4 (1 - 1, 0 - 0, 0 - 3)